# Рубис, Павел Иванович
Павел Иванович Рубис (07.02.1923, Россонский район, Витебская область — 10.04.1996) — советский военнослужащий, участник Великой Отечественной войны, полный кавалер ордена Славы, командир расчёта пулемётной роты 417-го стрелкового полка 43-й армии 1-го Прибалтийского фронта, сержант.

## Биография
Родился 7 февраля 1923 года в деревне Микуленки Россонского района Витебской области Белоруссии. Окончил 7 классов. Работал в колхозе. В период временной оккупации вражескими войсками территории Белоруссии Павел Иванович был партизаном в Россонской партизанской бригаде им. И. В. Сталина.
В Красной Армии с ноября 1943 года. В боях Великой Отечественной войны также с ноября 1943 года.
Курсант учебной роты 156-й стрелковой дивизии, Павел Иванович участвовал в бою за деревню Филипенки, расположенную в трёх десятках километрах северо-западнее города Витебска, 26 декабря 1943 истребил более десяти противников.
Приказом по 156-й стрелковой дивизии от 27 декабря 1943 года за мужество и отвагу проявленные в боях курсант учебной роты. Рубис Павел Иванович награждён орденом Славы 3-й степени.
Командир расчёта пулемётной роты роты 417-го стрелкового полка сержант Рубис Павел Иванович в районе деревни Пазоли, расположенной в шестнадцати километрах юго-восточнее латвийского города Елгава, при форсировании реки Лиелупе, прикрывая огнём пулемёта переправу, 14 сентября 1944 года вывел из строя два вражеских пулемёта с расчётами.
Приказом по 43-й армии от 12 ноября 1944 года за мужество и отвагу проявленные в боях сержант Рубис Павел Иванович награждён орденом Славы 2-й степени.
Командир пулемётного расчёта Павел Иванович при наступлении на железнодорожную платформу «Клаус-Пусен», расположенную севернее города Мемель — литовский город Клайпеда, 13 января 1945 уничтожил 130 противников и вражеский станковый пулемёт вместе с расчётом. Был контужен, но не покинул поле боя, продолжал отражать контратаки врага до подхода подкрепления.
Указом Президиума Верховного Совета СССР от 29 июня 1945 года за образцовое выполнение заданий командования в боях с немецко-вражескими захватчиками сержант Рубис Павел Иванович награждён орденом Славы 1-й степени, став полным кавалером ордена Славы.
В 1947 году старшина Рубис Павел Иванович демобилизован. Жил в посёлке городского типа Россоны Витебской области. В 1954 году окончил Полоцкое училище механизации сельского хозяйства. Член КПСС с 1975 года. Работал трактористом в Россонском лесхозе. Скончался 10 апреля 1996 года, в возрасте 73 лет.
Награждён орденами Отечественной войны 1-й степени, Славы 1-й, 2-й, 3-й степени, медалями.